# Reinhold Heinicke
Reinhold Heinicke (* 21. Dezember 1925 in Lindenthal/Sachsen) ist ein ehemaliger deutscher Politiker der DDR-Blockpartei LDPD. Er war drei Jahrzehnte lang Vorsitzender des Bezirksvorstandes Erfurt der LDPD und von 1959 bis 1989 Abgeordneter des Bezirkstages Erfurt. 

## Leben
Heinicke besuchte die Oberschule. Er beantragte am 7. Januar 1943 die Aufnahme in die NSDAP und wurde zum 20. April desselben Jahres aufgenommen (Mitgliedsnummer 9.352.501). Später wurde er als Soldat zum Kriegsdienst eingezogen. 
Nach Kriegsende trat Heinicke 1945 der Liberal-Demokratischen Partei Deutschlands (LDP, später LDPD) bei. 1946 begann er ein Studium der Rechtswissenschaften und legte 1950 das Referendarexamen ab. 1951 wurde Heinicke Stadtrat und stellvertretender Bürgermeister von Markranstädt. Von 1954 bis 1955 studierte er an der Deutschen Verwaltungsakademie in Forst Zinna mit dem Abschluss als Diplom-Ökonom. 
Zwischen 1953 und 1957 leitete Heinicke die Instrukteurabteilung des LDPD-Zentralvorstandes und war stellvertretender Direktor der Zentralen Parteischule der LDPD. Von 1957 und 1959 war er wissenschaftlicher Assistent an der Hochschule für Binnenhandel.
1959 wurde ihm der Vorsitz des Bezirksverbandes Erfurt der LDPD übertragen. Von 1960 bis 1990 gehörte er zudem dem Zentralvorstand der LDPD an und war von 1963 bis 1967 und erneut von 1977 bis 1990 auch Mitglied des Politischen Ausschusses des Zentralvorstandes der LDPD. 
Heinicke war von 1959 bis 1989 Abgeordneter des Bezirkstages Erfurt sowie von 1963 bis 1967 Nachfolgekandidat der Volkskammer.
Am 31. März 1966 nahm Heinicke zusammen mit den Erfurter LDPD-Funktionären Gerhard Kalmring und Joachim Radecker in der Englischen Kirche in Bad Homburg vor der Höhe an einer gesamtdeutschen Podiumsdiskussion mit dem stellvertretenden FDP-Vorsitzenden Wolfgang Mischnick sowie seinen Parteifreunden Klaus Horn und Gottfried Voitel teil.

## Auszeichnungen
- Vaterländischer Verdienstorden in Bronze, in Silber (1969) und in Gold (1985)
- Orden „Banner der Arbeit“ Stufe I (1976)